# Harris Manchester College
Das Harris Manchester College (rechtlich: Manchester Academy and Harris College) ist eines der 39 konstituierenden Colleges der University of Oxford in England. Es wurde 1757 in Warrington als College für unitarische Studierende gegründet und zog 1893 nach Oxford. 1996 wurde es zu einem vollwertigen College der Universität. Der heutige Name erinnert an dessen Vorgänger, die Manchester Academy, und Stifter Philip Harris, Baron Harris of Peckham.
Das College ist eine der wenigen Einrichtungen des höheren Bildungssystems in Großbritannien, die ausschließlich für Studenten ab 21 Jahren bestimmt sind. Mit rund 100 Undergraduates und 200 Postgraduierten ist Harris Manchester eines das kleinste Colleges beider Oxbridge-Universitäten. Die Rektorin des Colleges ist die Historikerin Jane Shaw.

## Geschichte

### Gründung und Verlegung

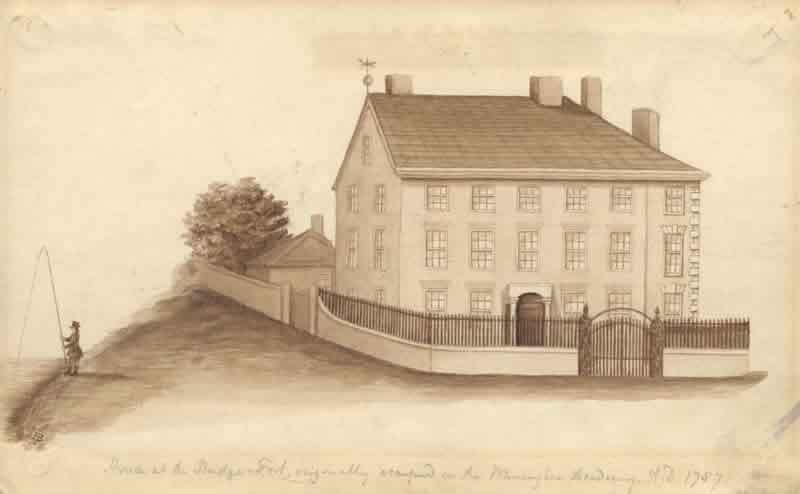
Warrington Academy in Manchester

Das College wurde 1757 als Warrington Academy gegründet, zu dessen Lehrenden Joseph Priestley gehörte, bevor es 1786 als Manchester Academy in Manchester neu gegründet wurde. Ursprünglich von englischen Presbyterianern geleitet, ermöglichte die Akademie religiösen Nonkonformisten eine höhere Bildung, als zu dieser Zeit die einzigen Universitäten in England – Oxford und Cambridge – auf Anglikaner beschränkt waren. Neben radikaler Theologie wurden auch moderne Fächer wie Wissenschaft, Sprachen, Geschichte und Klassische Altertumskunde unterrichtet. Der berühmteste Professor des College war John Dalton, der Entwickler der Atomtheorie.
Das College wechselte seinen Standort fünf mal, bevor es sich in Oxford niederließ. Zwischen 1786 und 1803 befand es sich in Manchester, bis es 1840 nach York zog. Dort befand es sich in 38 Monkgate, außerhalb der Monkbar. Später wurde dies das erste Gebäude des College of Ripon and York St John (heute York St John University). Die zentrale Person in York war Charles Wellbeloved, ein Unitarischer Geistlicher, nach dem ein Veranstaltungsraum im College benannt ist. Da Wellbeloved nicht nach Manchester ziehen wollte, wurde das College nach York verlegt, um ihn als Leiter zu gewinnen. Zunächst unterrichtete er alle Fächer, stellte aber nach einem Jahr weitere Tutoren ein.
Unter der Leitung von Wellbeloved wurden 235 Studenten am College ausgebildet; davon 121 Theologiestudenten und 114 Laien. Von den 121 Theologiestudenten traten 30 kein kirchliches Amt an und fünf traten in das anglikanische Priestertum ein. Unter den Laien befanden sich Gelehrte, Beamte, Geschäftsleute und namhafte Künstler. Die Mehrheit bekannte sich zum Unitarismus.
Nach dem Wellbeloved altersbedingt im Jahr 1840 in den Ruhestand ging, zog das College zurück nach Manchester, wo es bis 1853 verblieb. 1840 vereinigte sich das College mit der University of London und erhielt darauf das Recht, seinen Studenten Abschlüsse aus London anzubieten. Zwischen 1853 und 1889 befand sich das College in London in der University Hall am Gordon Square. Von London zog das College nach Oxford und eröffnete dort 1893 seine neuen Gebäude.

### Soziale Reformen

Außenansicht des College

In seinen Anfangsjahren unterstützte das College Reformen wie die Abschaffung der Sklaverei in Großbritannien (1778), die Aufhebung des Test Act (1828) sowie des Corporation Act (1828). 1922 richtete das College eine Konferenz mit Rudolf Steiner über Alternativpädagogik und das Modell der Waldorfschulen aus, welche zur Gründung solcher Schulen in Großbritannien führte. In den 1920er und 1930er Jahren bot das College Kurse für die Workers' Educational Association an.
Ab 1876 wurde es Frauen gestattet einige Vorlesungen am College zu besuchen. 1877 richtete das College eine Reihe von theologischen Prüfungen ein, welche sowohl von Frauen als auch von Männern abgelegt werden konnten. 1901 schloss Gertrude von Petzold ihre Ausbildung am Manchester College ab, welche sich als erste Frau in England als Pfarrerin qualifizierte. Dies wurde möglich da das Manchester College zu dieser Zeit mit der University of London verbunden war die seit 1878 als erste britische Universität, Frauen Abschlüsse verlieh.

### Harris Manchester heute

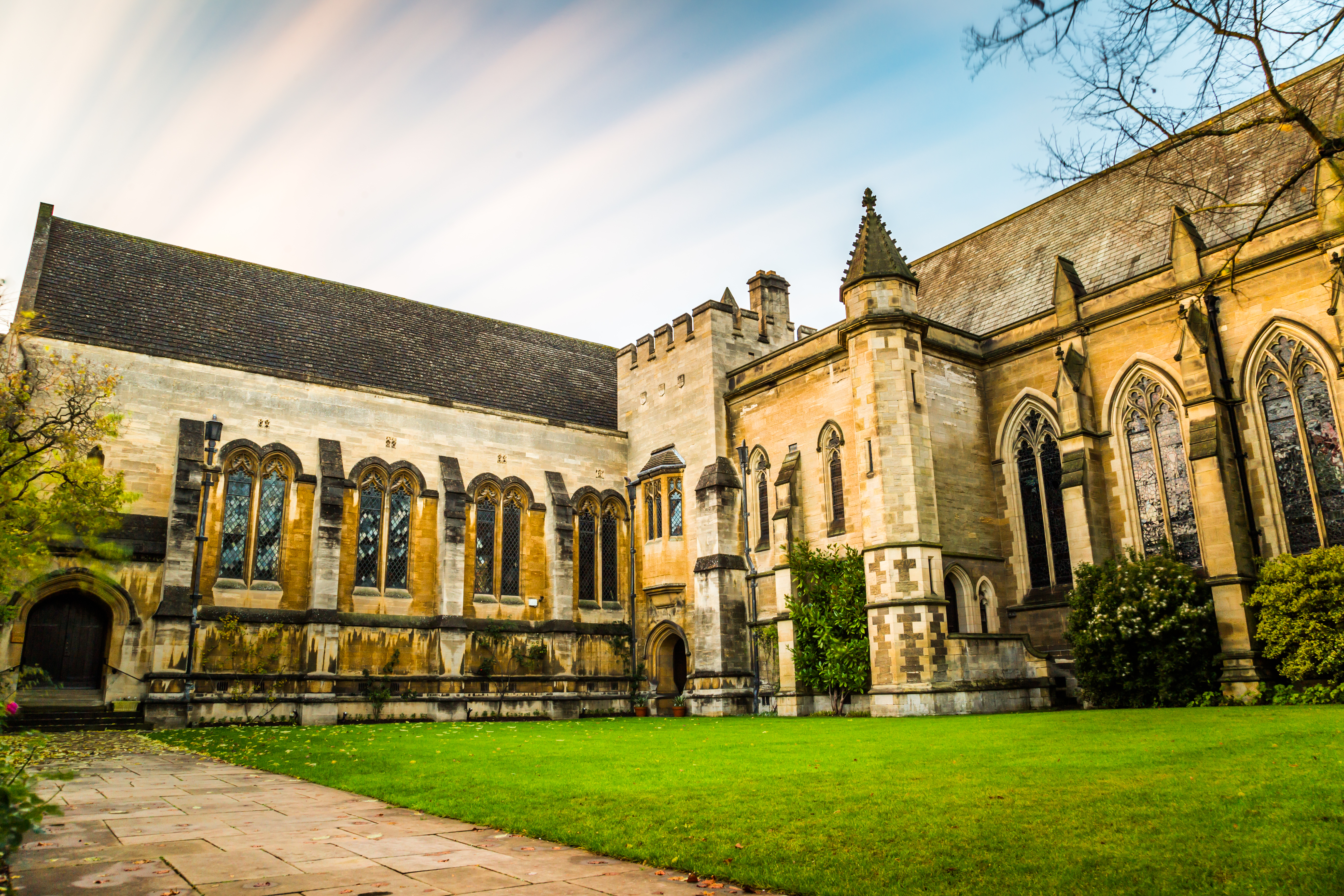
Arlosh Quad

Das Manchester College wurde 1990 zu einer permanent private hall der Universität Oxford und später zu einem vollwertigen College, welchem 1996 die Royal Charter verliehen wurde. Zur selben Zeit, änderte das College seinen Namen in Harris Manchester College in Anerkennung einer Spende von Philip Harris, Baron Harris of Peckham.
Heute akzeptiert das College nur Studenten über 21 Jahre, sowohl für Bachelor- als auch für Masterstudiengänge. Das College versucht, sein liberales und wegweisendes Ethos fortzusetzen, und betrachtet seinen Fokus auf Studenten über 21 Jahre als ein modernes Mittel, um denjenigen eine höhere Bildungen zu ermöglichen, welche davon in der Vergangenheit ausgeschlossen wurden.
Das College beherbergt mehrere Forschungszentren, darunter das Handelsrechtszentrum unter der Leitung von Kristin van Zwieten, Clifford Chance Associate Professor für Recht und Finanzen, das sich mit Forschung zu allen Aspekten des nationalen, internationalen, transnationalen und vergleichenden Rechts in Bezug auf Handel und Finanzen befasst; sowie das Wellbeing Research Center unter der Leitung von Jan-Emmanuel De Neve, welches interdisziplinär zum Thema Wohlbefinden in Oxford lehrt und forscht.

## Einrichtungen

### Gebäude

Garten des College

Das Main Quad (deutsch: Geviert) wurde vom Architekten Thomas Worthington entworfen und wurde zwischen 1889 und 1893 erbaut. Es beherbergt die Tate Library und die Kapelle. Die von Percy Worthington entworfene Arlosh Hall wurde 1913 hinzugefügt. Das College verfügt auch über mehrere neuere Gebäude westlich des Main Quad. In den Jahren 2013–2014 wurden der Siew-Sngiem Clock Tower und das Sukum Navapan Gate zum Arlosh Quad hinzugefügt. Die Inschrift auf dem Turm „It is later than you think, but it is never too late“ (deutsch: „Es ist später als du denkst, aber niemals zu spät“) bezieht sich auf die Rolle des Colleges bei der Ausbildung von Studenten über 21 Jahre.
2018 wurde nach zweijähriger Bauzeit die Maevadi Hall fertiggestellt. Diese befindet sich westlich der Arlosh Hall und umfasst einen Konferenzraum, Studentenunterkünfte und einen Aufenthaltsbereich.

### Kapelle

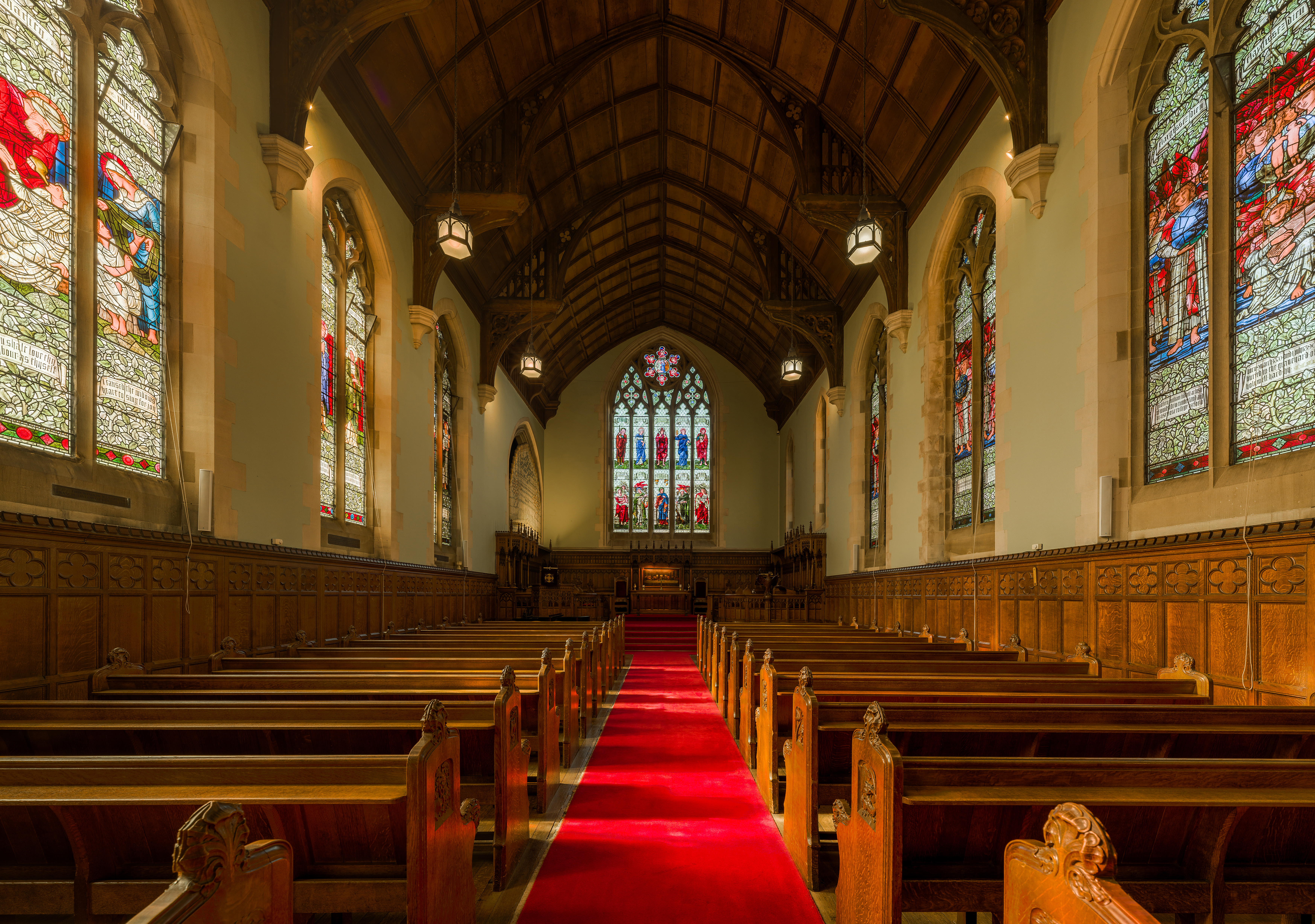
Innenraum der College Kapelle

Die von „Worthington and Elgood“ entworfene Kapelle wurde 1893 eingeweiht. Diese zeichnet sich durch Buntglasfenster der präraffaelitischen Künstler Edward Burne-Jones und William Morris, kunstvolle Holzschnitzereien und seine Orgel aus. Die ursprünglichen Fenster bestanden aus einfachem Glas und die Eichentäfelung wurde 1896 hinzugefügt. Die Sitzplätze bestanden bis zur Installation der Kirchenbänke im Jahr 1897 aus einzelnen Stühlen.
Besonders bemerkenswert sind die Buntglasfenster an der Nordwand der Kapelle, welche 1896 angebracht wurden und die Schöpfungsgeschichte darstellen. Diese wurden von James und Isabella Arlosh zum Gedenken an ihren Sohn Godfrey gestiftet. Die mit der General Assembly of Unitarian and Free Christian Churches assoziierte „Manchester College Oxford Chapel Society“ trifft sich jeden Sonntag in der College Kapelle.

### Tate Library

Bibliotheksgalerie

Obwohl das Harris Manchester eines der kleinsten Colleges der Universität Oxford ist, verfügt es über die sechstgrößte College-Bibliothek und bietet das beste Verhältnis von Buch zu Studentenschaft. Es enthält eine Sammlung von Büchern und Manuskripten aus dem 15. Jahrhundert. Die Tate Library wurde von Henry Tate gebaut, dem Gründer der Londoner Tate Gallery. Die Bibliothek wurde 2011 um eine Galerie erweitert, welche sich in die viktorianische Gotik einfügt. Die Bibliothek ist in allen wesentlichen Fächern des Colleges gut ausgestattet, einschließlich englischer Literatur, Philosophie, Theologie, Politik, Wirtschaft, Recht, Geschichte und Medizin. Es beherbergt auch eine bedeutende Sammlung zur Geschichte des protestantischen Dissens in England und beherbergt die Carpenter Library of World Religions, die dem College von seinem ehemaligen Rektor Joseph Estlin Carpenter gestiftet wurde.
Das Harris Manchester College ist 200 Meter von der Bodleian Library entfernt, der Hauptbibliothek der Universität Oxford, sowie von den Bibliotheken der Fakultäten für Englisch, Geschichte, Sozialwissenschaften und Recht.

## Studentenleben
Trotz der kleinen Studentenschaft bietet das College eine breite Auswahl von Kursen an. Viele Tutorials werden im College durchgeführt, obwohl für einige Kurse Studenten an Tutoren in anderen Colleges geschickt werden können.
Von den Mitgliedern der College wird allgemein erwartet, dass diese in der Arlosh Hall speisen. Im Speisesaal werden 17 Mahlzeiten pro Woche sowie Abendessen zu speziellen Anlässen wie das College Weihnachts-Dinner und die JCR Guest Night. Montags und mittwochs finden zweimal wöchentlich ein formelles Abendessen statt zu dem die Studenten formelle Kleidung und ihre akademischen Umhänge tragen müssen.

### Sport
Obwohl das College keinen eigenen Sportplatz besitzt, werden regelmäßig Frauen- und Männerteams in die Universitätsligen aufgenommen. Die Mitglieder schließen sich üblicherweise Teams anderer Colleges an. Harris Manchester verfügt über einen Kahn, die Royle Yacht, und einen Krocket-Rasen. Alle Mitglieder des Colleges haben Zugang zum Fitnessstudio und Spa des Willows Leisure Club im Oxford Spires Four Pillars Hotel und dem Oxford University Gym an der Iffley Road.
In den letzten Jahren war die Eishockeymannschaft des Colleges erfolgreich und gewann einmal den zweiten Platz beim hochschulübergreifenden Cuppers-Turnier. Das Basketballteam gewann im Jahr zuvor den dritten Platz beim Cuppers-Turnier.
Das Harris Manchester College können Mitglieder des Ruder-Clubs des benachbarten Wadham College werden, welcher 2012 bei den Women's Torpids und Summer VIIIs den zweiten Platz belegte.

### Junior Common Room
Das Harris Manchester hat eine der letzten drei von Studenten geleiteten College Bars in Oxford (die anderen befinden sich im Balliol College und im St Cross College). Der Gemeinschaftsraum ist mit einer William Morris Tapete dekoriert. Die Bar bietet eine besonders breite Auswahl an Single Malt Whiskys.

## Persönlichkeiten

Bemerkenswerte Persönlichkeiten verbunden mit Harris Manchester beinhalten:
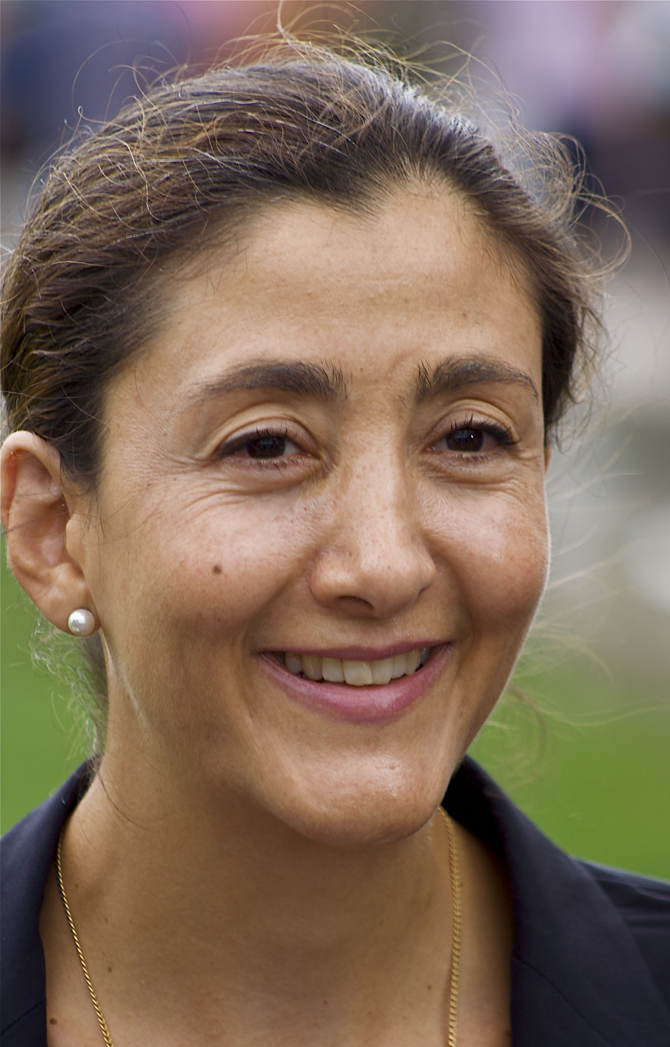
Íngrid Betancourt, kolumbianische Politikerin, ehemalige Senatorin und Aktivistin
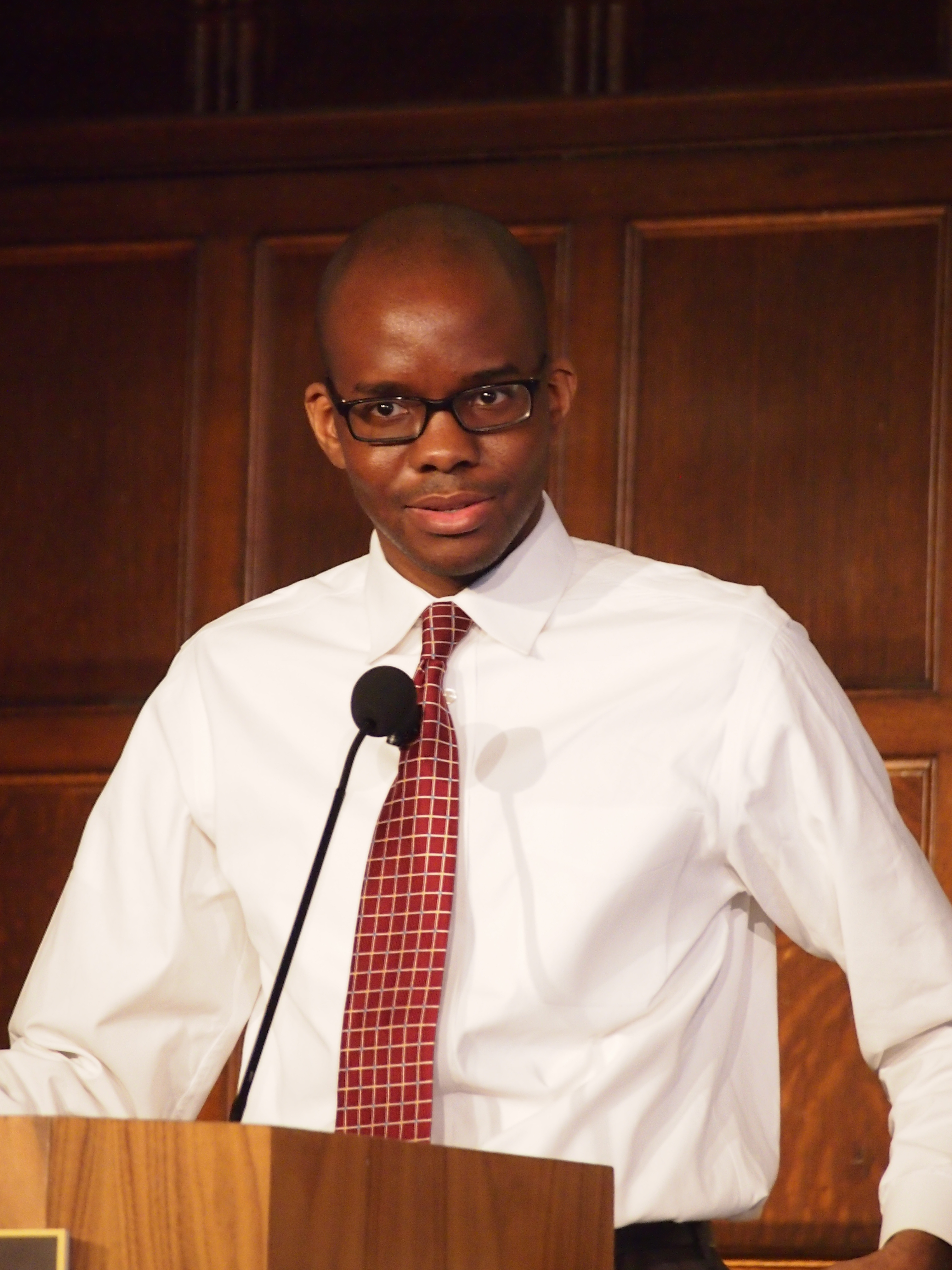
Tope Folarin, nigerianisch-amerikanischer Schriftsteller
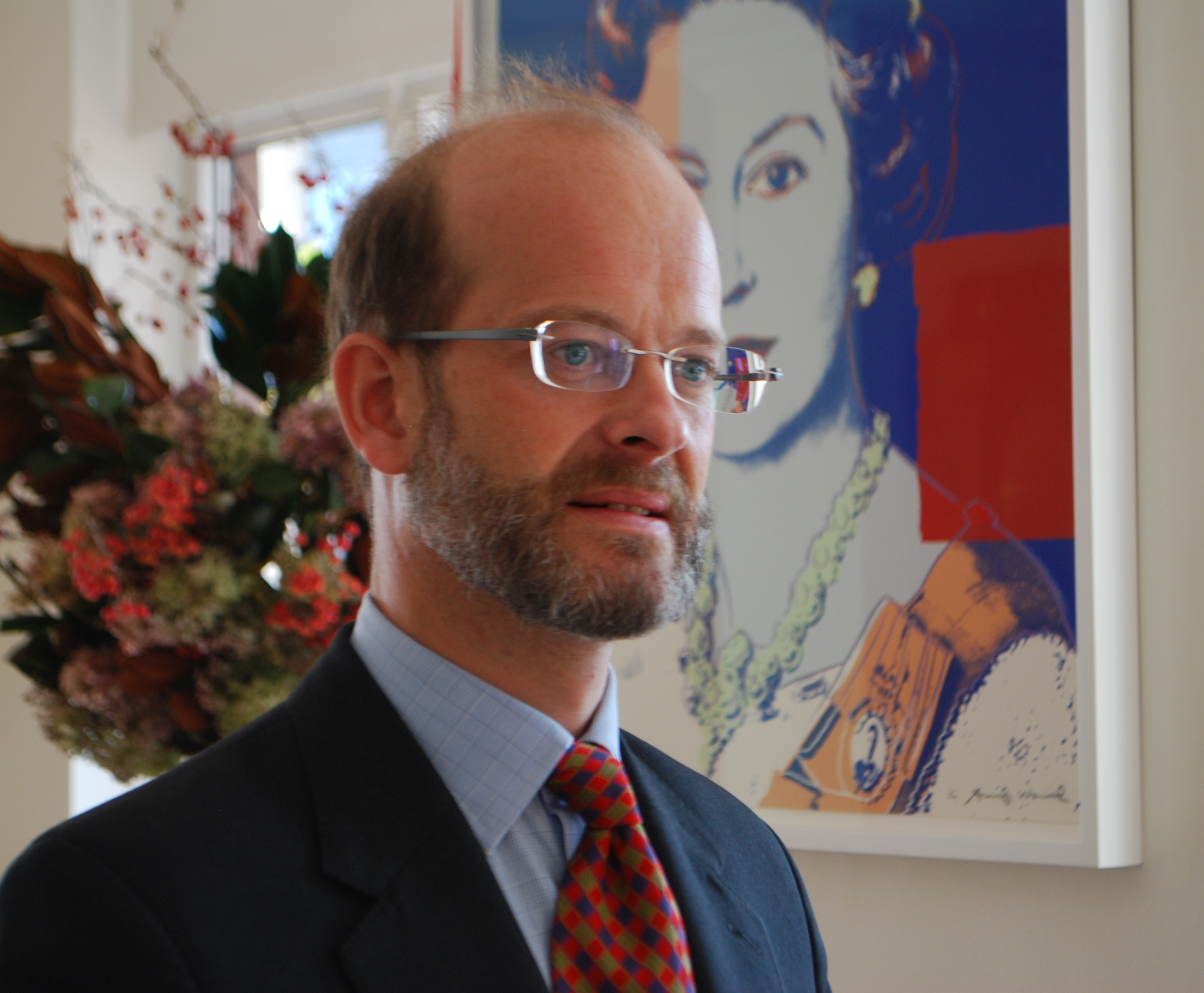
Nicholas Windsor, Mitglied der Britischen Königsfamilie
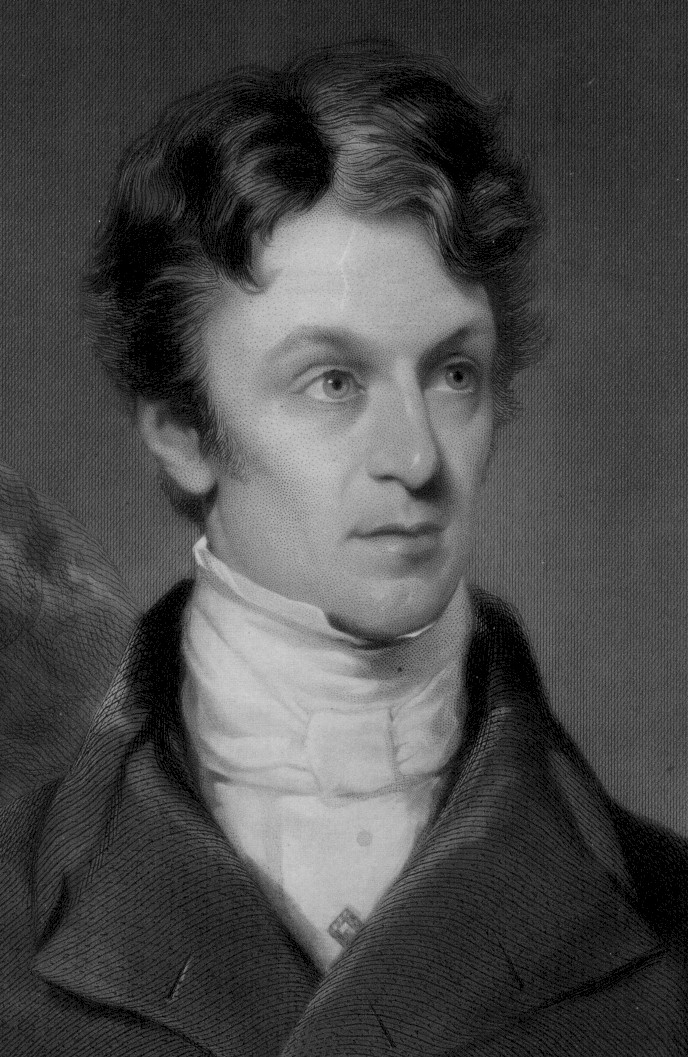
James Martineau, englischer Philosoph und Theologe
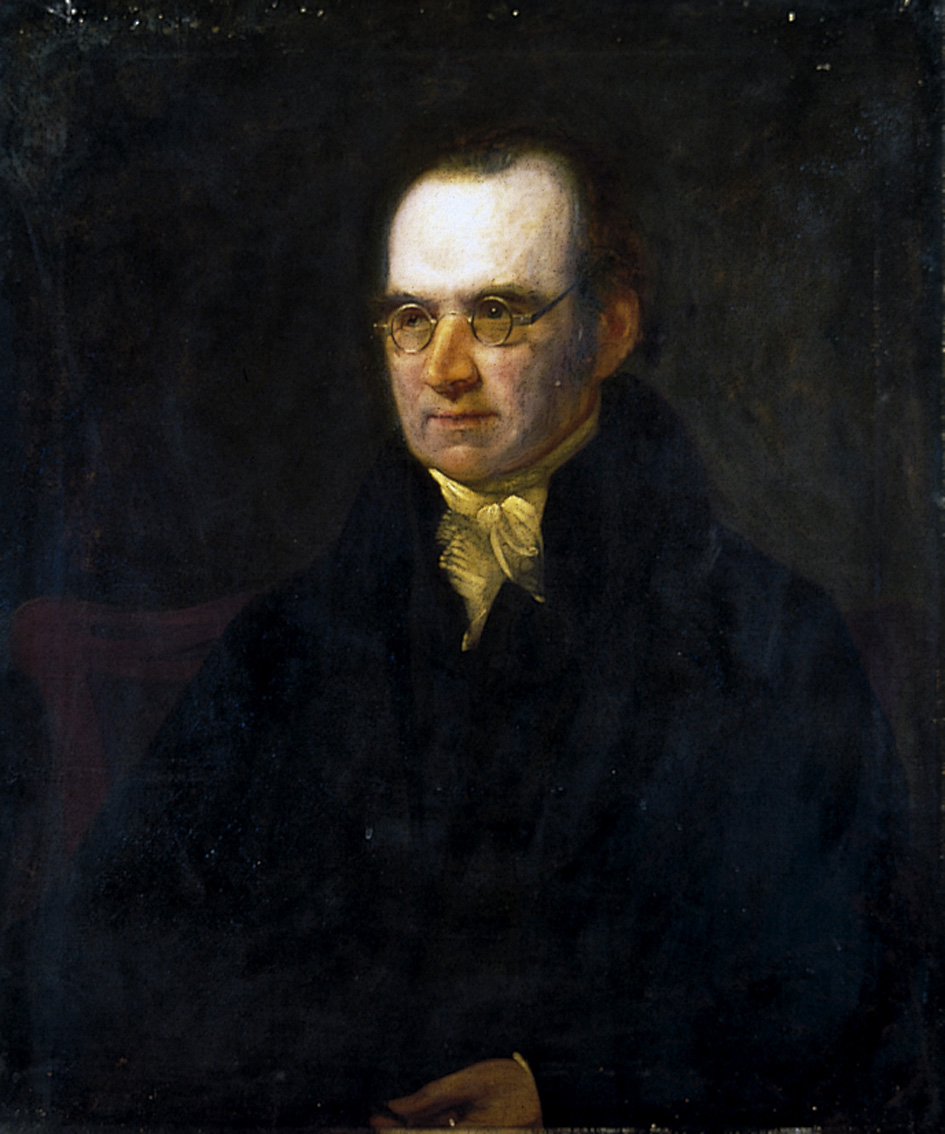
Charles Wellbeloved, Unitarischer Geistlicher und Archäologe
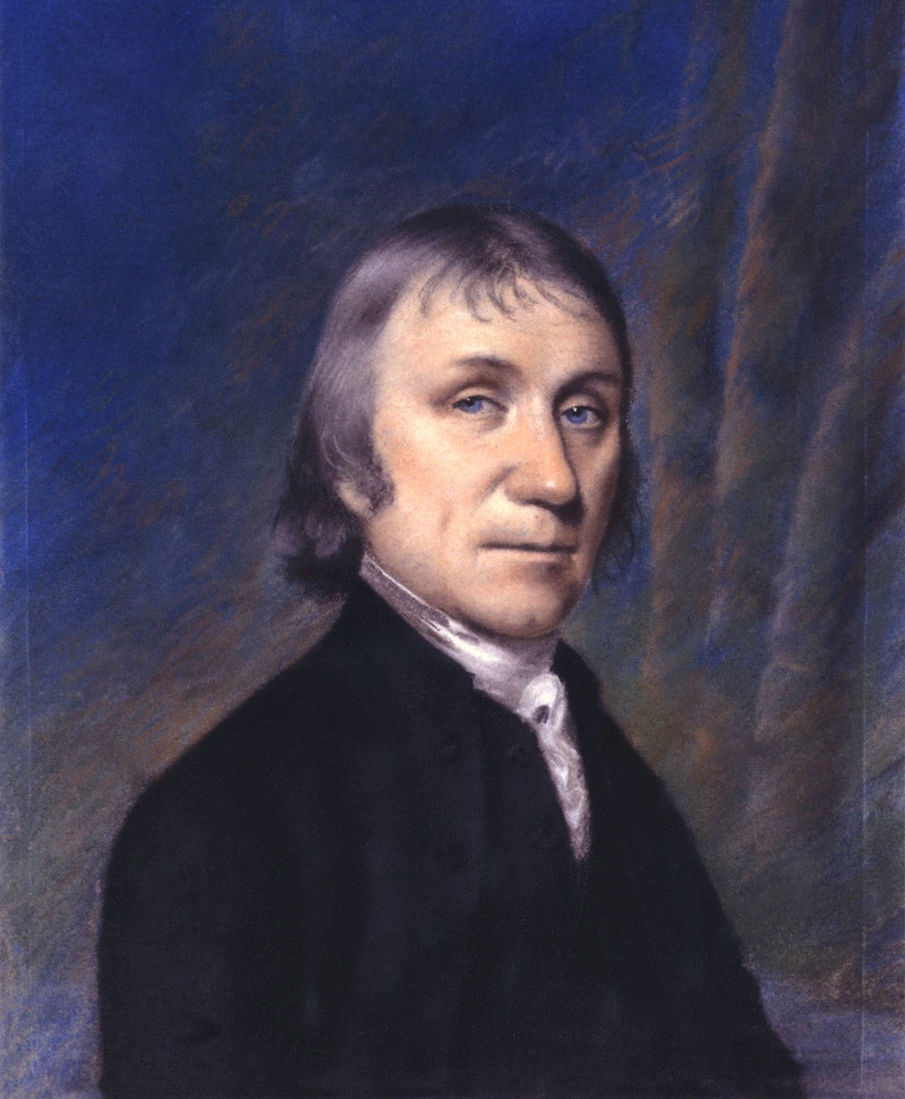
Joseph Priestley, Entdecker des Sauerstoffs und Lachgases

### Mit Harris Manchester verbundene Personen
- Joseph Priestley (1733–1804), Entdecker des Sauerstoffs und Lachgases
- James Martineau (1805–1900), späterer Direktor seiner Alma Mater
- Joseph Lupton, Präsident des College
- John James Tayler
- Peter Finch Martineau, Vize-Präsident des College (1815–1834)[21]
- Francis William Newman
- Charles Wellbeloved
- Thomas Percival (1740–1804), Arzt und Autor

### Fellows
- Andrew D. Hamilton, President der New York University
- Roger Bannister (1929–2018), erster Mann der eine Meile unter vier Minuten lief
- Peter Cruddas, ehemaliger Mitschatzmeister der Conservative Party
- Raymond Plant, Baron Plant of Highfield (* 1945), Politiker
- Kate Pretty CBE, ehemaliger Direktor des Homerton College, Cambridge
- Geoffrey Ma, Oberster Richter des Berufungsgerichts von Hongkong
- William L. Swing, Generaldirektor der Internationalen Organisation für Migration
- Jane Shaw, Professor für Religionsgeschichte und Pro-Vice-Chancellor
- Alister McGrath (* 1953), Professor für Wissenschaft und Religion
- Terezinha Nunes, Psychologe und Professor für Erziehungswissenschaft
- Jan-Emmanuel De Neve, Professor für Wirtschaftswissenschaften

### Alumni
- Íngrid Betancourt (* 1961), Kolumbianische Politikerin, ehemalige Senatorin und Anti-Korruptions Aktivistin
- Edward Henry Busk (1844–1926), Vizekanzler der University of London, Fellow des University College London, und Mitglied des Verwaltungsrates des Imperial College of Science and Technology
- Satveer Chaudhary, Mitglied der Minnesota State Legislature.
- Jocelyn Davies, Mitglied des walisischen Parliaments
- V. A. Demant, Regius-Professor für Moral- und Pastoraltheologie und Kanoniker der Christ Church, Oxford, Mitglied des Wolfenden-Komitees
- Tope Folarin, Nigerianisch-amerikanischer Schriftsteller, Gewinner des Caine Prize for African Writing 2013
- Sandra Gregory
- Karen Harrison, Erste weibliche Lokführerin in Großbritannien
- Albert McElroy, Vorsitzender der nordirischen Labour Party
- Maurizio Molinari (* 1964), Journalist, Schriftsteller und Auslandskorrespondent, Chefredakteur von La Repubblica
- Vivien Noakes (1937–2011), Experte für Edward Lear und die Literatur des Ersten Weltkriegs, Fellow der Royal Society of Literature, Dozent an der Harvard University und am Yale Centre for British Art
- Oliver Popplewell, Richter am High Court von England und Wales
- Joe Roff, Internationaler Rugby-Spieler
- Lanto Sheridan, Internationaler Polo-Spieler
- Deborah Frances-White (* 1967), Komödiantin
- Dwayne Whylly, Torwart der bahamaischen Fußballnationalmannschaft
- Nicholas Windsor (* 1970), Mitglied der Britischen Königsfamilie
- Zoe de Toledo (* 1987), olympischer Silbermedaillengewinner, Rio 2016, Rudern W8+